# Yücel Sivri
 (juin 2014).
Yücel Sivri (né en 1961 à İzmit en Turquie) est un journaliste turc vivant en Allemagne. Il est également poète et traducteur.

## Biographie
En 1969,Yücel Sivri a 8 ans lorsqu’il arrive avec ses parents en Allemagne de l'Ouest (Berlin). Il ne quittera plus cette ville, sauf pour une période d'internat à Istanbul, au terme de laquelle il obtient sa maturité. De retour en Allemagne, Yücel Sivri étudie les mathématiques de 1981 à 1986 à l’Université technique de Berlin. Son attrait pour le monde scientifique ne l’empêche toutefois pas d’effectuer ses premières traductions littéraires et des travaux pour des journaux littéraires bilingues, tels que Parantez, Köz, Ekinti ou encore Gezgin. C’est ainsi qu’en 1985 il publie en Allemagne son premier recueil de poèmes en langue turque intitulé Saatçi Parmaklari Vardir Hazzin. D'autres œuvres seront publiées plus tard en Turquie.
En parallèle à son activité dans sa propre agence de voyages, de 1990 à 1996, il continue ses études en histoire et en allemand. En 2001, arrivé au terme de son cursus universitaire, il obtient la mention Summa cum laude (« avec les félicitations du jury »). Par la suite, Yücel Sivri travaille successivement pour l’ancienne chaîne de radio Radio Multikulti (de), ainsi que pour la rédaction germano-turque du Deutsche Presse-Agentur (dpa). Actuellement, Yucel Sivri écrit pour différents magazines et journaux, ainsi pour des magazines en ligne. Il est notamment collaborateur du magazine socioculturel Freitext (de), publié à Hanovre.

## Livres

### Œuvres indépendantes
- Saatçi Parmaklari Vardir Hazzin, Berlin 1985
- Düşdökümü, Istanbul 1992
- Bunker'den, Istanbul 1994
- Mitteldeutsche Orientliteratur des 12. und 13. Jahrhunderts. Graf Rudolf und Herzog Ernst. Ein Beitrag zu interkulturellen Auseinandersetzungen im Hochmittelalter, in: Kultur, Wissenschaft, Literatur, Band 28. Peter Lang Verlag, Frankfurt am Main 2016.
- Die transkontinentale Wahrnehmung des Fremden und das christliche Türkenbild. Eine literarisch-historische Studie der spätantiken und mittelalterlichen Quellen, in: Kulturgeschichtliche Beiträge zum Mittelalter und zur frühen Neuzeit, Band 8, Peter Lang Verlag, Berlin 2018.

### Traductions
- Enis Batur, Sarnic (Zisterne), Berlin 1990
- Enis Batur, Kandil (Kandela), Berlin 1992
- Murathan Mungan, Metal (Metall), Berlin 1994
- Lale Müldür, Kuzey Defteri (Nordbuch), Berlin, 1995
- 90 Dakikada Hegel (biographie de Georg Friedrich Hegel), İstanbul 1997
- 90 Dakikada Konfüçyus (biographie de Confucius), İstanbul 1998
- Theda Borde (Hg.): Deutschland und die Türkei, Diversität in Gesellschaft, Gesundheit und Bildung, Band III. Ankara 2015.
- Theda Borde (Yay.): Türkiye ve Almanya. Toplum, Sağlık ve Eğitimde Çeşitlilik, Bd. IV. Ankara 2015.
- Desiderius Erasmus, Deliliğe Övgü (Encomium Moriae). İş Bankası Kültür Yayınları, Hasan Ali Yücel Dizisi, İstanbul 2016.